# Річки Києва
Річки Києва — у Києві близько 70 малих річок і струмків, і одна велика річка — Дніпро. Більшість малих річок і струмків заховані в колекторах.

## Гідрографічна мережа Києва
Територія Києва дренується численними постійними та тимчасовими водотоками. Структура гідрографічної мережі міста Києва визначається басейновими угрупованнями водних об'єктів, це (не враховуючи власне річку Дніпро):
- правий берег
  - басейн річки Либідь з її притоками, а також
  - басейн річки Почайна (див. Опечень) з головними притоками Глибочиця та Сирець.
  - північна та західна частини міста розташовані в басейні річки Ірпінь, а точніше її приток — річок Нивка та Горенка,
  - південна частина міста — у басейні річки Віта.
- лівий берег
  - басейн річки Дарниця з її притоками
  - численні озера та стоки

## Дніпро
Дніпро — найбільша в Києві, третя за довжиною і площею басейну річка Європи після Волги і Дунаю, має найдовше русло в межах України. Довжина Дніпра в природному стані становила 2285 км, тепер (після побудови каскаду водосховищ, коли в багатьох місцях випрямили фарватер) — 2201 км; в межах України — 981 км. Площа басейну — 504 тис. км², з них в межах України — 291,4 тис. км².

## Малі річки і струмки Києва
- Афанасівський — струмок у місцевості Солдатська Слобідка, Євбаз, ліва притока Либеді.
- Бабин Яр — струмок у однойменній місцевості, притока річки Почайна. Нині по всій течії взятий в колектор.
- Батиїв — струмок у місцевості Батиєва гора, права притока Либеді.
- Биковщинський — струмок у місцевості Глибочиця, права притока р. Глибочиці.
- Борисоглібський — струмок на Подолі, права притока Дніпра.
- Борщагівка — річка в Києві та Київській області, права притока Ірпеня. Починається в районі Одеської площі. Довжина близько 20 км. На старих картах підписана як Нова Гребля. Має близько 20 ставків.
- Ботанічний — струмок у місцевості Паньківщина, ліва притока Либеді. Протяжність близько 1,2 км.
- Буслівка — струмок у місцевості Бусове поле, ліва притока Либеді. Довжина близько 2 км. Приток не має. Починається неподалік від Печерського мосту, далі протікає під вулицею Михайла Бойчука, в улоговині між Чорною горою і Бусовою горою. Після перетину Залізничного шосе і магістральної залізниці Київ-Дарниця-Ніжин, впадає в Либідь. На всій протяжності струмок взято в колектор, крім кількох десятків метрів між Залізничним шосе і залізницею.
- Вершинка — річка в місцевості Чоколівка, права притока Либеді. Протяжність близько 1,5 км.
- Відрадний — струмок у місцевості Відрадний, права притока Либеді. Протяжність струмка, ймовірно, не перевищує 1 км. Протікає частково по парку «Відрадний», де на ньому облаштували ставок, у північно-східній частині парку впадає в Либідь. Повністю взятий в колектор.
- Віта — річка, права притока Дніпра
- Волочаєвський — струмок у місцевості Караваєві Дачі, ліва притока Либеді.
- Глибочиця — річка, яка починалася на Лук'янівці, впадала в Почайну, тепер тече в колекторі. Як річка відома з часів Київської Русі, протікала по території сучасної вулиці Глибочицькій, між вулицями Верхній Вал і Нижній Вал. Недалеко від сучасного Житнього ринку в неї впадав струмок Киянка, що витікав з місцевості Кожум'яки. Спочатку Глибочиця мала густу мережу прилеглих до неї струмків (Юрковиця, Турець тощо) і ярів, згодом засипаних під час заселення. Має притоки — Кудрявець, Киянка та струмок Биковщинський.
- Голосіївський — струмок у місцевостях Голосіїв та Мишоловка, впадає у затоку Миколайчик. Має притоку Китаївський струмок.
- Горенка — мала річка в північно-західній частині Києва і частково за його межами, яка разом з її притокою Котуркою охоплює з обох сторін Пущу-Водицю. Впадає в Ірпінь за кілька кілометрів після місця з'єднання з Котуркою. Довжина 12 км.
- Горіхуватка (Оріхуватка) — річка в Голосіївському районі, права притока Либеді. Довжина близько 4 км.
- Дарниця — найбільша з малих річок Києва. Довжина — 21,1 км, з них на території Києва 2 км заховано в трубу. Ширина русла змінюється від 2 до 5 метрів, а глибина — від 0.1 до 1 метра.
- Желань — струмок, права притока Борщагівки.
- Живець — струмок у місцевості Саперна Слобідка, ліва притока Либеді.
- Западинський — струмок у місцевості Пріорка, впадає у озеро Лугове.
- Звіринець — струмок у Києві, в місцевостях Звіринець, Верхня Теличка та Нижня Теличка, права притока Дніпра.
- Йорданський — струмок у місцевості Плоске, права притока Дніпра (фактично — впадає у Гавань).
- Кадетський Гай — струмок у Києві, в місцевості Першотравневий масив, права притока Либеді.
- Калинівка — струмок (мала річка) у Києві, в місцевості Пирогів, права притока Дніпра.
- Кирилівський — струмок у Києві, в місцевості Бабин Яр та Куренівка, впадає у канал, що сполучає озера Опечень та затоку Вовкувата.
- Китаївський — струмок у місцевостях Голосіїв та Китаїв, впадає у Голосіївський струмок.
- Киянка — струмок, права притока Глибочицю на Подолі, впадає поблизу стику вулиць Верхній Вал та Воздвиженська.
- Клов — струмок (мала річка) у Києві, в місцевостях Клов та Нова Забудова, ліва притока Либеді, найбільша притока цієї річки. Потяжність — 3,2 км. Має притоку — Хрещатик.
- Кловиця — струмок, ліва притока річки Хрещатик.
- Княжиха — струмок, ліва притока річки Коноплянка, утворює три ставки в селищі Шевченка, у нижній течії каналізований.
- Коноплянка — струмок, історична права притока річки Почайна. В наш час впадає у озеро Опечень. Бере свій початок у сквері Вітряні Гори. Протікає територією парку «Крістерова Гірка».
- Котурка — мала річка у північно-західній частині Києва, притока Горенки, огинає з західного боку Пуща-Водицю.
- Кудрявець — струмок, права притока річки Глибочиця.
- Курячий Брід — струмок у місцевості Пріорка, впадає у озеро Андріївське.
- Либідь — річка, права притока Дніпра на території Києва. Довжина — 17,1 км. Площа басейну — 66,2 км².
- Луга — струмок, права притока річки Хрещатик.
- Лукрець — струмок у місцевості Лиса гора, впадає у затоку Миколайчик.
- Любка — річка в Києві та Київській області, права притока Ірпеня. Довжина близько 9 кілометрів. Бере початок з колектора неподалік від вулиці Данила Щербаківського. Фактично починає свій плин з озера в урочищі Дударів Сінокіс, в лісі неподалік від проспекту Палладіна.
- Мокра — мала річка у місцевості Кучмин яр, права притока Либеді. Довжина — 1,8 км.
- Наводницький — струмок у Києві, в місцевості Неводничі, права притока Дніпра.
- Нивка (Святошинський струмок) — струмок у Святошинському районі Києва, права притока Борщагівки.
- Панкратьєвський — струмок у Києві, в місцевості Печерськ, права притока Дніпра.
- Пітиль — річка у місцевості Віта-Литовська, права притока Віти.
- Піщаний — струмок у місцевості Шулявка, ліва притока Либеді. Тече, зокрема, територією Київського зоопарку. Протяжність близько 2,5 км.
- Позняківка — мала річка у місцевості Позняки, ліва притока Дарниці.
- Половиця — мала річка у Києві, в місцевості Оболонь, права притока Дніпра.
- Протасів Яр — струмок у місцевості Протасів Яр, права притока Либеді. Протяжність струмка становить приблизно 1,1-1,2 кілометра.
- Реп'яхів Яр — струмок у місцевості Реп'яхів Яр, права притока Кирилівського струмка.
- Рогостинка або Брід — струмок у місцевості Рогозів Яр, ліва притока річки Сирець.
- Рубежівський — струмок, права притока річки Сирець.
- Сирець (Сирецький струмок) — права притока Дніпра. Починається біля станції метро «Святошин». Довжина — 9 км. Перша згадка про річку датована 1240 роком.
- Сіверка — річка в межах приміських сіл Віта-Поштова, Круглик, Ходосівка та Києва. Ліва притока річки Віта, яка впадає в Дніпро в межах Києва (в районі місцевостей Віта-Литовська та Жуків острова).
- Скоморох — мала річка в місцевостях Лук'янівка і Солдатська Слобідка, ліва притока Либеді. Протяжність близько 3 км. Має притоку — Обсерваторний яр.
- Совка — річка в Солом'янському та Голосіївському районах міста, права притока Либеді. Довжина майже 5 км.
- Струмок Віта (Хотівський струмок) — струмок у приміському селі Хотів, місцевостях Пирогів та Віта-Литовська, права притока річки Віта. Довжина — 12,6 км.
- Турець — струмок у місцевості Плоске, права притока струмка Юрковиця.
- Хрещатик — струмок (мала річка) у Києві, що тече Хрещатицькою долиною, права притока річки Клов. Довжина близько 1,4 км.
- Хрещатицький — струмок у Києві, права притока Дніпра, протікає біля колони Магдебурзького права.
- Шалена Баба — струмок у місцевості Біличі, права притока Борщагівки, захований у трубу.[2]
- Шулявка — мала річка у місцевості Шулявка, ліва притока Либеді.
- Юрковиця — струмок у місцевості Плоске, права притока Дніпра (фактично — впадає у Гавань).
- Ямка — струмок у місцевості Нова Забудова, ліва притока Либеді. Протяжність близько 2 км.

## Історичні річки Києва
- Мушинка (Мушанка) — річка, гіпотетично, це могла бути зникла річка Водиця, ймовірна притока Котурки.
- Почайна — річка, стариця, колишня права притока Дніпра.
- Радунь — річка, колишня притока дніпровського рукава Десенка (Чорторий).
- Сетомль — річка біля околиць тогочасного Києва, відома з давньоруських літописів; текла оболонською низовиною; ймовірно впадала в Почайну.
- Золоча (Якушівка) — річка на лівому березі, літописна річка Золоча, починалася в районі сучасної Бортницької станції аерації, впадала у Дніпро в районі села Вишеньки. У 1955-65 рр. використовувалася як місце скиду усіх стічних вод лівого берега. Після відкриття БСА фактично по руслу річки, значною мірою спрямленому, було прокладено скидний канал від станції, який знаходиться на балансі державного комунального підприємства по охороні, утриманню та експлуатації внутрішніх водойм міста Києва «Плесо» (ДКП «Плесо»).